# Liste de récipiendaires de la médaille d'or du Congrès des États-Unis
Ceci est une liste de récipiendaires de la médaille d'or du Congrès, la plus haute distinction civile qui puisse être accordée par le Congrès des États-Unis, le corps législatif de ce pays.
| Récipiendaire(s) | Date d'approbation          | Loi publique                          |
| --- | --------------------------- | ------------------------------------- |
| George Washington | 25 mars 1776                | Continental Congress                  |
| Major General Horatio Gates | 4 novembre 1777             | Continental Congress                  |
| Major General Anthony Wayne | 26 juillet 1779             | Continental Congress                  |
| Major Henry Lee | 24 septembre 1779           | Continental Congress                  |
| Brigadier General Daniel Morgan | 9 mars 1781                 | Continental Congress                  |
| Major General Nathaniel Greene | 29 octobre 1781             | Continental Congress                  |
| John Paul Jones | 16 octobre 1787             | Continental Congress                  |
| Capitaine Thomas Truxtun | 29 mars 1800                | 2 Stat. 87                            |
| Commodore Edward Preble | 3 mars 1805                 | 2 Stat. 346–347                       |
| Capitaine Isaac Hull, Capitaine Stephen Decatur, et Capitaine Jacob Jones                                                                                  | 29 janvier 1813             | 2 Stat. 830                           |
| Capitaine William Bainbridge | 3 mars 1813                 | 2 Stat. 831                           |
| Capitaine Oliver Hazard Perry et Capitaine Jesse D. Elliott (en)                                                                                           | 6 janvier 1814              | 3 Stat. 141                           |
| Lieutenant William Ward Burrows II (en) et Lieutenant Edward McCall (en)                                                                                   | 6 janvier 1814              | 3 Stat. 141–142                       |
| Capitaine James Lawrence | 11 janvier 1814             | 3 Stat. 142                           |
| Capitaine Thomas Macdonough, Capitaine Robert Henley (en), et Lieutenant Stephen Cassin (en)                                                               | 20 octobre 1814             | 3 Stat. 245–246                       |
| Capitaine Lewis Warrington (en) | 21 octobre 1814             | 3 Stat. 246                           |
| Capitaine Johnson Blakely (en) | 3 novembre 1814             | 3 Stat. 246–247                       |
| Major General Jacob Brown | 3 novembre 1814             | 3 Stat. 247                           |
| Major General Winfield Scott | 3 novembre 1814 9 mars 1848 | 3 Stat. 247 9 Stat. 333               |
| Brigadier General Eleazar Ripley (en), Brigadier General James Miller (en), et Major General Peter Buell Porter                                            | 3 novembre 1814             | 3 Stat. 247                           |
| Major General Edmund P. Gaines | 3 novembre 1814             | 3 Stat. 247                           |
| Major General Alexander Macomb, Jr. | 3 novembre 1814             | 3 Stat. 247                           |
| Major General Andrew Jackson | 27 février 1815             | 3 Stat. 249                           |
| Capitaine Charles Stewart | 22 février 1816             | 3 Stat. 341                           |
| Capitaine James Biddle | 22 février 1816             | 3 Stat. 341                           |
| Major General William Henry Harrison et Governor Isaac Shelby                                                                                              | 4 avril 1818                | 3 Stat. 476                           |
| Colonel George Croghan (en) | 13 février 1835             | 4 Stat. 792                           |
| Major General Zachary Taylor | 16 juillet 1846 2 mars 1847 | 9 Stat. 111 9 Stat. 206               |
| Rescuers of the Officers et Crew of the brig USS Somers | 3 mars 1847                 | 9 Stat. 208                           |
| Commander Duncan Ingraham (en) | 4 août 1854                 | 10 Stat. 594–595                      |
| Frederick Rose (en) | 11 mai 1858                 | 11 Stat. 369                          |
| Major General Ulysses S. Grant | 17 décembre 1863            | 13 Stat. 399                          |
| Cornelius Vanderbilt | 28 janvier 1864             | 13 Stat. 401                          |
| Capitaine Creighton, Capitaine Low, et Capitaine Stouffer                                                                                                  | 26 juillet 1866             | 14 Stat. 365–366                      |
| Cyrus Field | 2 mars 1867                 | 14 Stat. 574                          |
| George Peabody | 16 mars 1867                | 15 Stat. 20                           |
| George F. Robinson (en) | 1er mars 1871               | 16 Stat. 704                          |
| Capitaine Jared Crandall et d’autres | 24 février 1873             | 17 Stat. 638                          |
| John Horn, Jr. (en) | 20 juin 1874 28 avril 1904  | 18 Stat. 573 33 Stat. 1684–1685       |
| John F. Slater (en) | 5 février 1883              | 22 Stat. 636                          |
| Joseph Francis (en) | 27 août 1888                | 25 Stat. 1249                         |
| Chief Engineer George Wallace Melville et d’autres | 30 septembre 1890           | 26 Stat. 552–553                      |
| First Lieutenant Frank Newcomb (en) | 3 mai 1900                  | 31 Stat. 717                          |
| First Lieutenant David Jarvis (en), Second Lieutenant Ellsworth P. Bertholf (en) et Dr Samuel Call (en)                                                    | 28 juin 1902                | 32 Stat. 492                          |
| Orville et Wilbur Wright | 4 mars 1909                 | 35 Stat. 1627                         |
| Capitaine Arthur Henry Rostron | 6 juillet 1912              | 37 Stat. 639                          |
| Capitaine Paul Kreibohm (en) et d’autres | 19 mars 1914                | 38 Stat. 769                          |
| Domicio da Gama (en), Romulo Naon (en), et Eduardo Suarez (en)                                                                                             | 4 mars 1915                 | 38 Stat. 1228                         |
| Charles Lindbergh | 4 mai 1928                  | 45 Stat. 490                          |
| Lincoln Ellsworth, Roald Amundsen, et Umberto Nobile | 29 mai 1928                 | 45 Stat. 2026–2027                    |
| Thomas Edison | 29 mai 1928                 | 45 Stat. 1012                         |
| First Successful Trans-Atlantic Flight | 9 février 1929              | 45 Stat. 1158                         |
| Major Walter Reed et Associates for Yellow Fever Experimentations in Cuba                                                                                  | 28 février 1929             | 45 Stat. 1409–1410                    |
| Officers et Men of the Byrd Antarctic Expedition | 23 mai 1930                 | 46 Stat. 379                          |
| Lincoln Ellsworth | 16 juin 1936                | 49 Stat. 2324                         |
| George Cohan | 29 juin 1936                | 49 Stat. 2371                         |
| Mrs. Richard Aldrich (en) et Anna Bouligny (en) | 20 juin 1938                | 52 Stat. 1365                         |
| Howard Hughes | 7 août 1939                 | 53 Stat. 1525                         |
| Reverend Francis Quinn (en) | 10 août 1939                | 53 Stat. 1533                         |
| William Sinnott (en) | 15 juin 1940                | 54 Stat. 1283                         |
| Roland Boucher | 20 janvier 1942             | 56 Stat. 1099–1100                    |
| George Catlett Marshall, General of the Army, et Fleet Admiral Ernest Joseph King                                                                          | 22 mars 1946                | 60 Stat. 1134–1135                    |
| John J. Pershing, General of the Armies of the United States                                                                                               | 7 août 1946                 | 60 Stat. 1297–1298                    |
| Brigadier General William Mitchell | 8 août 1946                 | 60 Stat. 1319                         |
| Vice Président Alben Barkley | 12 août 1949                | P.L. 81-221, 63 Stat. 599             |
| Irving Berlin | 16 juillet 1954             | P.L. 83-536, 68 Stat. A120            |
| Doctor Jonas Salk | 9 août 1955                 | P.L. 84-297, 69 Stat. 589             |
| Surviving Veterans of the War Between the States | 18 juillet 1956             | P.L. 84-730, 70 Stat. 577             |
| Rear Admiral Hyman Rickover | 28 août 1958                | P.L. 85-826, 72 Stat. 985             |
| Doctor Robert Goddard | 16 septembre 1959           | P.L. 86-277, 73 Stat. 562-563         |
| Robert Frost | 13 septembre 1960           | P.L. 86-747, 74 Stat. 883             |
| Doctor Thomas Anthony Dooley III | 27 mai 1961                 | P.L. 87-42, 75 Stat. 87               |
| Bob Hope | 8 juin 1962                 | P.L. 87-478, 76 Stat. 93              |
| Sam Rayburn, Speaker of the House of Representatives | 26 septembre 1962           | P.L. 87-478, 76 Stat. 605             |
| Douglas MacArthur, General of the Army | 9 octobre 1962              | P.L. 87-760, 76 Stat. 760             |
| Walt Disney | 24 mai 1968                 | P.L. 90-316, 82 Stat. 130–131         |
| Sir Winston Churchill | 7 mai 1969                  | P.L. 91-12, 83 Stat. 8–9              |
| Roberto Walker Clemente (sic — should be Roberto Clemente Walker; see Spanish naming customs)                                                              | 14 mai 1973                 | P.L. 93-33, 87 Stat. 71               |
| Marian Anderson | 8 mars 1977                 | P.L. 95-9, 91 Stat. 19                |
| Lieutenant General Ira C. Eaker | 10 octobre 1978             | P.L. 95-438, 92 Stat. 1060            |
| Robert Kennedy | 1er novembre 1978           | P.L. 95-560, 92 Stat. 2142            |
| John Wayne | 26 mai 1979                 | P.L. 96-15, 93 Stat. 32               |
| Ben Abruzzo, Maxie Anderson (en), et Larry Newman (en) | 13 juin 1979                | P.L. 96-20, 93 Stat. 45               |
| Hubert Humphrey | 13 juin 1979                | P.L. 96-91, 93 Stat. 46               |
| Croix-Rouge américaine | 12 décembre 1979            | P.L. 96-138, 93 Stat. 1063            |
| Ambassador Kenneth D. Taylor OC (en) | 6 mars 1980                 | P.L. 96-201, 94 Stat. 79              |
| Simon Wiesenthal | 17 mars 1980                | P.L. 96-211, 94 Stat. 101             |
| La reine Beatrix des Pays-Bas | 22 mars 1982                | P.L. 97-158, 96 Stat. 18–19           |
| Admiral Hyman Rickover (seconde fois) | 23 juin 1982                | P.L. 97-201, 96 Stat. 126–127         |
| Fred Waring (en) | 26 août 1982                | P.L. 97-246, 96 Stat. 315–316         |
| Joe Louis | 26 août 1982                | P.L. 97-246, 96 Stat. 315–316         |
| Louis L'Amour | 26 août 1982                | P.L. 97-246, 96 Stat. 315–316         |
| Leo Ryan, only member of Congress to die in the line of duty                                                                                               | 18 novembre 1983            | P.L. 98-159, 97 Stat. 992             |
| Danny Thomas | 29 novembre 1983            | P.L. 98-172, 97 Stat. 1119–1120       |
| Harry Truman | 8 mai 1984                  | P.L. 98-278, 98 Stat. 173–175         |
| Lady Bird Johnson | 8 mai 1984                  | P.L. 98-278, 98 Stat. 173–175         |
| Elie Wiesel | 8 mai 1984                  | P.L. 98-278, 98 Stat. 173–175         |
| Roy Wilkins | 17 mai 1984                 | P.L. 98-285, 98 Stat. 186             |
| George Gershwin et Ira Gershwin | 9 août 1985                 | P.L. 99-86, 99 Stat. 288–289          |
| Natan Sharansky et Avital Shcharansky | 13 mai 1986                 | P.L. 99-298, 100 Stat. 432–433        |
| Harry Chapin | 20 mai 1986                 | P.L. 99-311, 100 Stat. 464            |
| Aaron Copland | 23 septembre 1986           | P.L. 99-418, Stat. 952–953            |
| Mary Lasker | 24 décembre 1987            | P.L. 100-210, 101 Stat. 1441          |
| Jesse Owens | 20 septembre 1988           | P.L. 100-437, 102 Stat. 1717          |
| Andrew Wyeth | 9 novembre 1988             | P.L. 100-639, 102 Stat. 3331–3332     |
| Laurance Rockefeller | 17 mai 1990                 | P.L. 101-296, 104 Stat. 197–199       |
| General Matthew Ridgway | 5 novembre 1990             | P.L. 101-510, 104 Stat. 1720–1721     |
| General Norman Schwarzkopf | 23 avril 1991               | P.L. 102-32; 105 Stat. 175–176        |
| General Colin Powell | 23 avril 1991               | P.L. 102-33; 105 Stat. 177–178        |
| Rabbi Menachem Mendel Schneerson | 2 novembre 1994             | P.L. 103-457, 108 Stat. 4799–4800     |
| Ruth Graham (en) et Billy Graham | 13 février 1996             | P.L. 104-111, 110 Stat. 772–773       |
| Frank Sinatra | 14 mai 1997                 | P.L. 105-14, 111 Stat. 32–33          |
| Mère Teresa de l'Inde | 2 juin 1997                 | P.L. 105-16, 111 Stat. 35–36          |
| Bartholomée Ier de Constantinople | 6 octobre 1997              | P.L. 105-51, 111 Stat. 117-1171       |
| Nelson Mandela | 29 juillet 1998             | P.L. 105-215, 112 Stat. 895–896       |
| Les neuf de Little Rock | 21 octobre 1998             | P.L. 105-277, 112 Stat. 2681-597      |
| Gerald Ford et Betty Ford | 21 octobre 1998             | P.L. 105-277, 112 Stat. 2681-598      |
| Rosa Parks | 4 mai 1999                  | P.L. 106-26, 113 Stat. 50–51          |
| Father Theodore Hesburgh | 9 décembre 1999             | P.L. 106-153, 113 Stat. 1733–1734     |
| John Joseph O'Connor | 3 mars 2000                 | P.L. 106-175, 114 Stat. 20–21         |
| Charles Schulz | 20 juin 2000                | P.L. 106-225, 114 Stat. 457–458       |
| Jean-Paul II | 27 juillet 2000             | P.L. 106-250, 114 Stat. 622–623       |
| Ronald Reagan et Nancy Reagan | 27 juillet 2000             | P.L. 106-251, 114 Stat. 624–625       |
| Navajo Code Talkers | 21 décembre 2000            | P.L. 106-554, 114 Stat. 2763          |
| General Henry Shelton | 16 janvier 2002             | P.L. 107-127, 115 Stat. 2405–2406     |
| Premier ministre du Royaume-Uni Tony Blair | 29 octobre 2003             | P.L. 108-60, 117, Stat. 862–863       |
| Jackie Robinson | 29 octobre 2003             | P.L. 108-101, 117 Stat. 1195–1197     |
| Dr Dorothy Height | 6 décembre 2003             | P. L. 108-162, 117 Stat. 2017         |
| Rev. Joseph A. DeLaine (en), Harry & Eliza Briggs, and Levi Pearson                                                                                        | 15 décembre 2003            | P.L. 108-180, 117 Stat. 2645–2647     |
| Rev Dr Martin Luther King Jr. et Coretta Scott King | 25 octobre 2004             | Pub.L. 108-368, 118 Stat. 1746-1748   |
| Tuskegee Airmen | 11 avril 2006               | Pub.L. 109-213, 20 Stat. 322-325      |
| Tenzin Gyatso, le 14e dalaï-lama | 27 septembre 2006           | Pub.L. 109-287, 120 Stat. 1231-1232). |
| Byron Nelson | 16 octobre 2006             | Pub.L. 109-357, 120 Stat. 2044        |
| Dr Norman Borlaug | 6 décembre 2006             | Pub.L. 109-395 120 Stat. 2708         |
| Dr Michael E. DeBakey | 2 octobre 2007              | Pub.L. 110–95, 121 Stat. 1008         |
| Aung San Suu Kyi | 5 mai 2008                  | Pub.L. 110–209, 122 Stat. 721         |
| Constantino Brumidi | 1er juillet 2008            | Pub.L. 110–259, 122 Stat. 2430        |
| Edward William Brooke III | 1er juillet 2008            | Pub.L. 110–260, 122 Stat. 2430        |
| Code talker Nord-Amérindiens | 15 octobre 2008             | Pub.L. 110–420, 122 Stat. 4774        |
| Women Airforce Service Pilots | 1er juillet 2009            | Pub.L. 111–40, 123 Stat. 1958         |
| Neil Armstrong, Buzz Aldrin, Michael Collins, John Glenn                                                                                                   | 7 août 2009                 | Pub.L. 111–44, 123 Stat. 1966         |
| Arnold Palmer | 30 septembre 2009           | Pub.L. 111–65, 123 Stat. 2003         |
| Muhamad Yunus | 5 octobre 2010              | Pub.L. 111–253, 124 Stat. 2635        |
| 100e bataillon, dit Bataillon du cœur pourpre (en), 442e Regimental Combat Team et Military Intelligence Service (en)                                      | 8 octobre 2010              | Pub.L. 111–254, 124 Stat. 2637        |
| Montford Point Marine Association (en) | 23 novembre 2011            | Pub.L. 112–59, 125 Stat. 749          |
| Victimes des attentats du 11 septembre 2001 | 23 décembre 2011            | Pub.L. 112–76, 125 Stat. 1275         |
| Raoul Wallenberg | 26 juillet 2012             | Pub.L. 112–148, 126 Stat. 1140        |
| Addie Mae Collins, Denise McNair, Carole Robertson, and Cynthia Wesley                                                                                     | 24 mai 2013                 | Pub.L. 113–11                         |
| Bob Dole | 17 janvier 2018             |                                       |
| Steve Gleason (en) | 3 janvier 2019              | Pub.L. 115-415                        |
| Katherine Johnson, Christine Darden, Dorothy Vaughan, Mary Jackson ainsi que toutes les femmes ayant travaillé à la NACA puis à la NASA entre 1930 et 1980 | 11 août 2019                | Pub.L. 116.68                         |